# Vladimir Grigorjevič Fjodorov
Vladimir Grigorjevič Fjodorov (rusky Влади́мир Григо́рьевич Фёдоров, 3. květnajul./ 15. května 1874greg.– 19. září 1966) byl ruský a sovětský konstruktér ručních palných i chladných zbraní, tvůrce nauky o automatických zbraních, historik a spisovatel. Jeho samočinná puška M1916 Avtomat Fjodorova z roku 1916 je považována za předchůdce a vzor moderních útočných pušek. Stal se držitelem nejvyšších vyznamenání Ruského impéria i Sovětského svazu. 

## Život a dílo

### Do Velké války

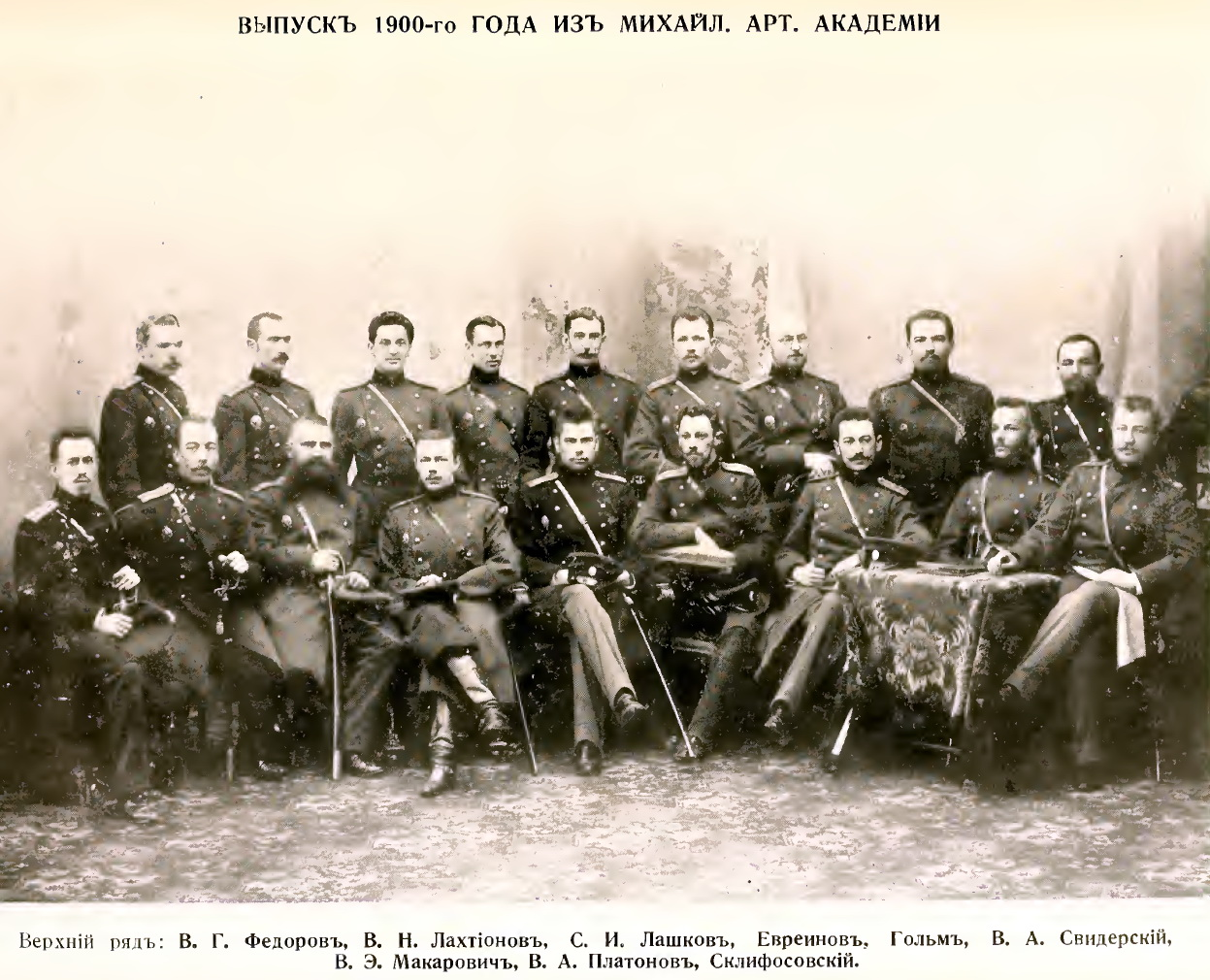
Na snímku absolventů akademie (1900) první stojící zleva

Vladimír Grigorjevič se podle gregoriánského kalendáře narodil 15. května 1874 v Petrohradu v rodině správce Imperiálního právnického institutu. Po absolvování petrohradského gymnázia v roce 1882 nastoupil na Michajlovské dělostřeleckého učiliště. Po absolvování této kadetské přípravky v roce 1895 odsloužil dva roky jako velitel čety u První gardové dělostřelecké brigády. V roce 1897 nastoupil ke studiu na Michajlovské dělostřelecké akademii. Studijní stáž absolvoval ve zbrojovce v Sestrorecku, ke se seznámil s autorem legendární opakovací pušky Mosin-Nagant, generálem Sergejem Ivanovičem Mosinem. 
Po absolvování akademie byl v hodnosti kapitána povolán do zbrojního oddělení dělostřeleckého výboru Hlavního dělostřeleckého ředitelství. Dělostřelecký výbor dohlížel na vývoj a testování všech druhů zbraní zaváděných v ruské armádě. Výbor byl vytvořen již v roce 1808 ministrem války hrabětem Arakčejevem. Skládal se ze sedmi sekcí a ve zbrojním oddělení Fjodorov pracoval jako přednášející při představování jednotlivých zbraní. Získal zde možnost studovat odborné technické i historické materiály a zde také začala jeho celoživotní publikační činnost. V roce 1901 publikoval ve Zbrojařském sborníku práci Výzbroj ruské armády v průběhu 19. století (samostatně vyšlo 1911). Prvním samostatně vydaným dílem byl Vliv palby pěchoty na činnost artilerie z roku 1902. Nejdůležitější prací pak Automatické zbraně z roku 1906. Tato publikace byla odeslána do všech zbrojních továren a byla také darována jako bonus nejlepším absolventům zbrojních škol. Ovlivnila činnost mnoha významných konstruktérů své doby, jako Vasilije Alexejeviče Děgťarjova, Fjodora Vasiljeviče Tokareva či Georgije Semjonoviče Špagina. Při práci v Dělostřeleckém výboru se také zdokonalil v jazykových znalostech a setkal se s významnými světovými zbrojními výrobci. Zejména po rusko – japonské válce si uvědomil zaostávání ruské zbrojní výroby za světem. Zabýval se i chladnými zbraněmi a pracoval na zdokonalení kozácké šašky, ale jeho největší úsilí bylo věnováno automatizaci střelby.
Ve spolupráci s experimentálními dílnami zbrojního závodu v Sestrorecku pracoval na přeměně opakovací Mosinovy pušky na samonabíjecí. Jako kolega k soustruhu mu byl přidělen pozdější věhlasný zbraňový konstruktér, tulský rodák Vasilij Alexejevič Děgťarjov. Vývoj zde probíhal souběžně a nezávisle spolu s vývojem setníka Tokareva. Puška byla vyvíjena pro kazetu 5 nábojů 7,62x54mm R. Úspěšné testy proběhly v roce 1911 a o rok později bylo rozhodnuto o výrobě experimentální série 150 kusů. Puška byla o 600 g těžší než opakovací a nikdy nevstoupila do bojové služby. V té době již byl Vladimir Grigorjevič přesvědčen o nutnosti vývoje náboje nižšího výkonu.
Fjodorovova úspěšná práce na vývoji automatických zbraní byla oceněna v roce 1912 Velkou Michajlovovou cenou, udělovanou každých pět let za nejvýznamnější vynálezy v oblasti dělostřelectva. 
Vladimir Fjodorov studoval zprávy lékařů z rusko - japonské války a dospěl k závěru, že zranění z ráže 6,5 mm a 8 mm se výrazně nelišily smrtností. Začal pracovat na vývoji vlastního střeliva s bezokrajovou nábojnicí 6,5x57 mm Fjodorov. V roce 1913 předvedl zbraň komorovanou pro toto střelivo, schopnou i střelby dávkou s odnímatelným zásobníkem pro 5 kusů střeliva. Následující zkoušky prokázaly vhodnost dalšího vývoje zbraně i střeliva, nicméně nadějný projekt ukončila válka.  

### První světová válka

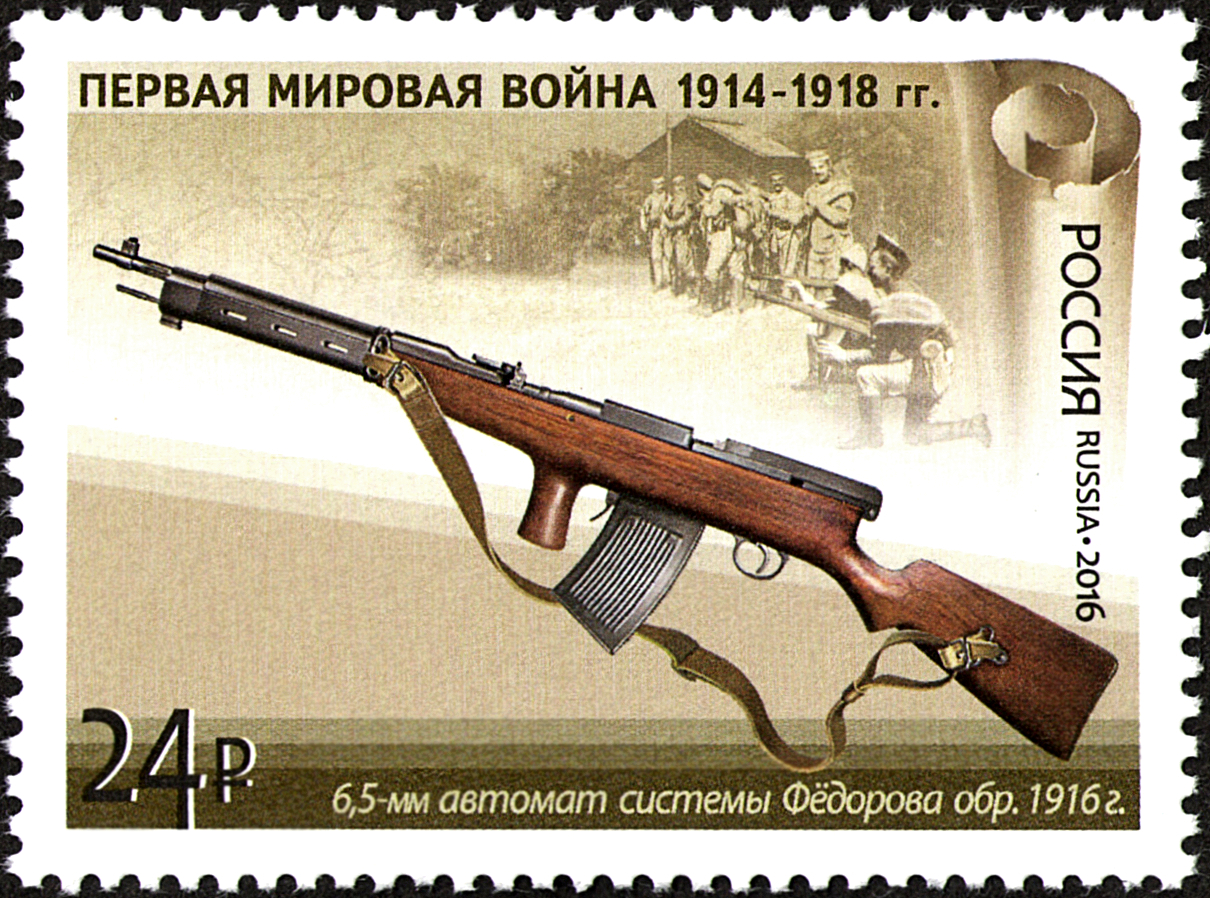
Ruská známka připomínající první světovou válku s Avtomatem Fjodorova

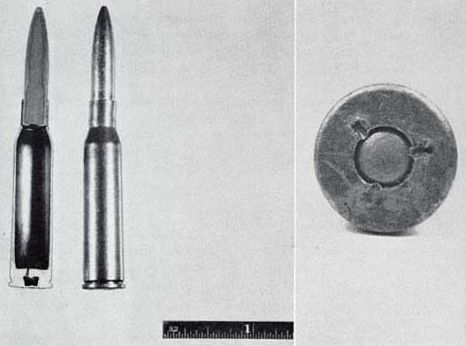
Náboj 6,5 × 50 mm SR Arisaka

Teprve měsíc před vypuknutím války dokončila Státní duma úvahy o Velkém programu přezbrojování ruské armády, jehož konec byl naplánován na rok 1917. První světová válka, zejména pak její délka trvání a rozšíření fronty na 1600 km carskou administrativu zaskočila. Proti ruské armádě stálo průmyslově vyspělé Německo s nejmodernějšími typy zbraní a pokud byli mobilizovaní v Rusku vůbec vybaveni puškami, jednalo se často o jednorané zbraně. Fjodorovův projekt byl zmrazen a výroba se soustředila na arzenál, který již byl ve službě. 
Plukovník Fjodorov byl vyslán na jeden a půl roku dlouhou služební cestu do zahraničí, během níž navštívil Japonsko, Anglii, Francii a ostatní státy Dohody, kde vyjednával o dodávkách zbraní. „Byla to přísně tajná operace, do které se zapojily světové zpravodajské služby a ruská kontrarozvědka, kde vždy hrozilo nebezpečí neúspěchu a kde reálně hrozilo, že se zítra ráno nesejdeme.“ Díky úsilí Fjodorova dorazilo v letech 1914 až 1916 do Ruska z Japonska a Anglie asi 600 tisíc pušek a karabin japonského systému Arisaka. Pravidelně také navštěvoval frontu, kde na vlastní oči pozoroval technickou převahu Německa. 
Během pobytu v zahraničí studoval i zbraně spřátelených armád a jejich vývojové zázemí. Největší zájem a obdiv Fjodorov věnoval francouzskému lehkému kulometu Chauchat. Podařilo se mu vrátit k vývoji samočinné zbraně, která by střílela dávkou a měla rozměry a hmotnost pušky. Spolu s dodávkami japonských pušek se v bojující ruské armádě rozšířila ráže 6,5 mm, výkonově podobná střelivu 6,5x59 mm Fjodorov. Bylo tak rozhodnuto o dalším vývoji Fjodorovovy samočinné pušky, ovšem komorované na již rozšířený náboj 6,5 x 50 mm Arisaka. V roce 1916 Fjodorov předvedl samočinnou zbraň se zásobníkem pro 25 nábojů, schopnou plně automatické střelby. Ještě ten rok se 8 těchto pušek úspěšně účastnilo akcí na rumunské frontě. V září 1916 zadalo Hlavní ředitelství dělostřelectva objednávku do závodu v Sestrorecku na výrobu 25 000 "kulometů systému Fjodorov", ale později kvůli válečným potížím byla objednávka zpočátku snížena na 9 tisíc a později zcela stažena. 
Generálmajor Fjodorov dokázal přesvědčit členy Rady obrany o potřebě vlastní výroby ručních automatických zbraní a především díky němu bylo v září 1916 rozhodnuto o vybudování závodu na výrobu kulometů ve městě Kovrov.

### Sovětské období

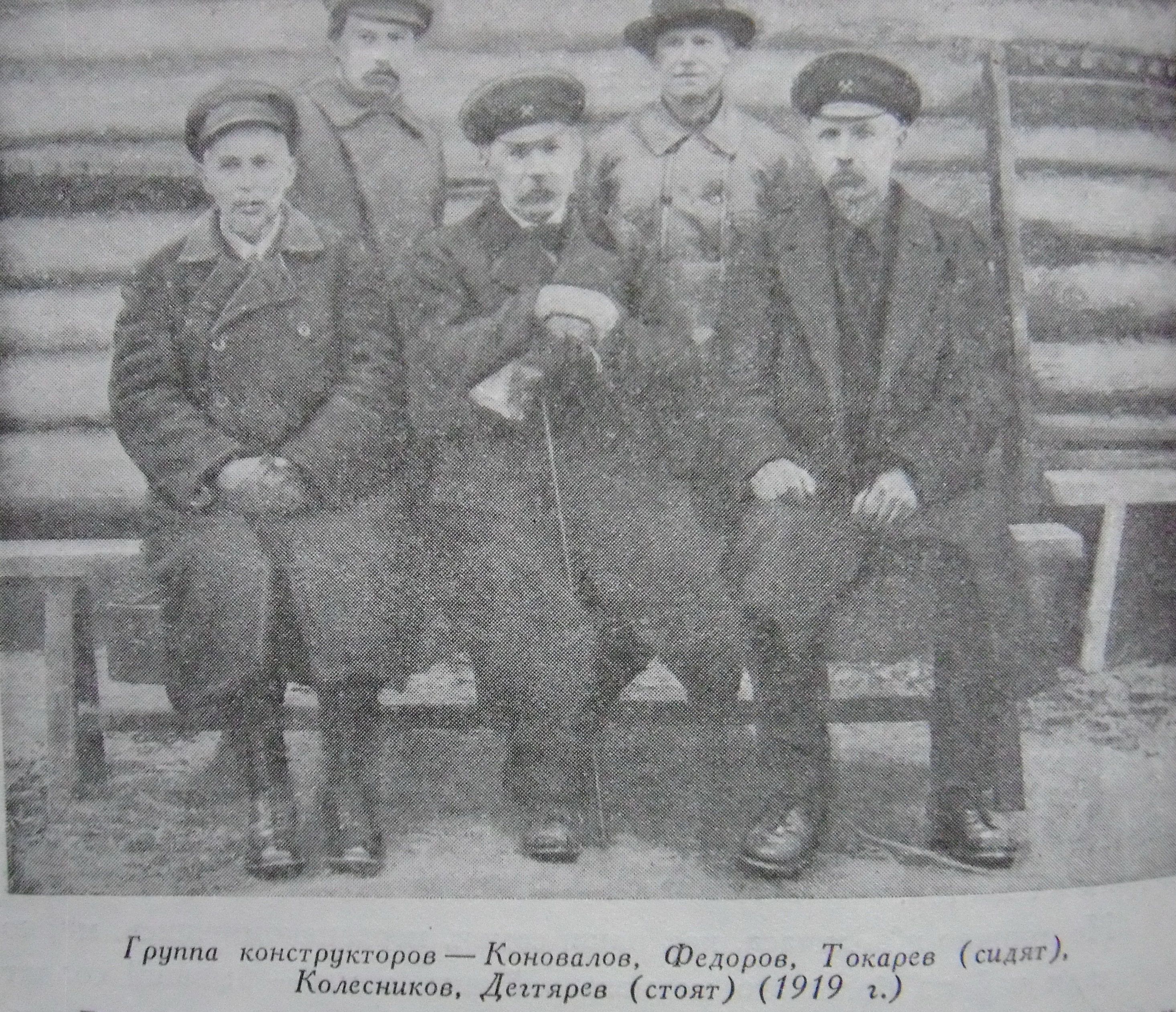
Zleva stojící Kolesnikov, Děgťjarjov, sedící Konovalov, Fjodorov, Tokarev

V lednu 1918 V.I. Lenin podepsal dekret o vytvoření Dělnické a rolnické Rudé armády. Na rozkaz Hlavního dělostřeleckého ředitelství odešel Vladimír Fjodorov do Kovrova do znárodněné zbrojní továrny. Bývalý carský generál vyměnil skvělou kariéru v armádě za civilní pozici technického ředitele a člena představenstva závodu a byl pověřen vývojem své útočné pušky. Nejbližším kolegou zůstal Vasilij Alexejevič Děgťarjov. V roce 1919 byl z armády ze zdravotních důvodů propuštěn Georgij Semjonovič Špagin a poslán do Kovrova. V roce 1921 vznikla v Kovrovu pod vedením Fjodorova První konstrukční kancelář pro automatické zbraně v Sovětském svazu. Útočných pušek Fjodorova bylo celkem vyrobeno 3 200 kusů. Staly se však obětí ztenčujících se zásob japonské munice Arisaka a v roce 1925 bylo rozhodnuto o vývoji automatických zbraní komorovaných na ráži 7,62 mm a výše. V roce 1928 pak byly staženy z výzbroje armády. Fjodorov spolupracoval na vývoji Děgťarjovova lehkého kulometu DP.
V roce 1931 odjel do Moskvy, aby se věnoval teoretické práci. V té době začínaly éry čistek a procesů se sabotéry a carský generál Fjodorov byl pro jistotu odstaven mimo výrobu. Nedostal žádnou pozici na plný úvazek. Usadil se v malém domku na klidném okraji Moskvy a do práce se zapojoval pouze dobrovolně jako poradce nebo člen komise pro zbrojní záležitosti. Občas přednášel, opět dobrovolně. V takových podmínkách však mohl studovat a publikovat. Žil v bezdětném manželství s Fajnou Dmitrijevnou, ve společnosti se od okolního prostředí odlišoval vždy bílou košilí s motýlkem. Vladimír Fjodorov získal titul doktora technických věd a titul profesora. V letech 1942-1946 pracoval jako vědecký poradce v Lidovém komisariátu pro vyzbrojování a byl členem komise pro posuzování nových typů zbraní.
V roce 1943 získal hodnost generálporučíka ženijní a technické služby Rudé armády a byl mu udělen Leninův řád. Jeho zásluhy o dosažení vítězství nad Německem byly oceněny také Řádem vlastenecké války 1. stupně.
Do důchodu odešel v roce 1953. Až do posledních let života se věnoval vědecké práci, udržoval kontakty se zbrojovkou v Kovrovu a nadále radil kolegům. V roce 1964 obdržel ke svým 90.narozeninám druhý Leninův řád a byla vydána jeho vzpomínková práce Hledání zbraní.
Vladimir Grigorjevič Fjodorov zemřel 21. září 1966 v Moskvě a byl pohřben na Golovinském hřbitově.

## Publikační činnost

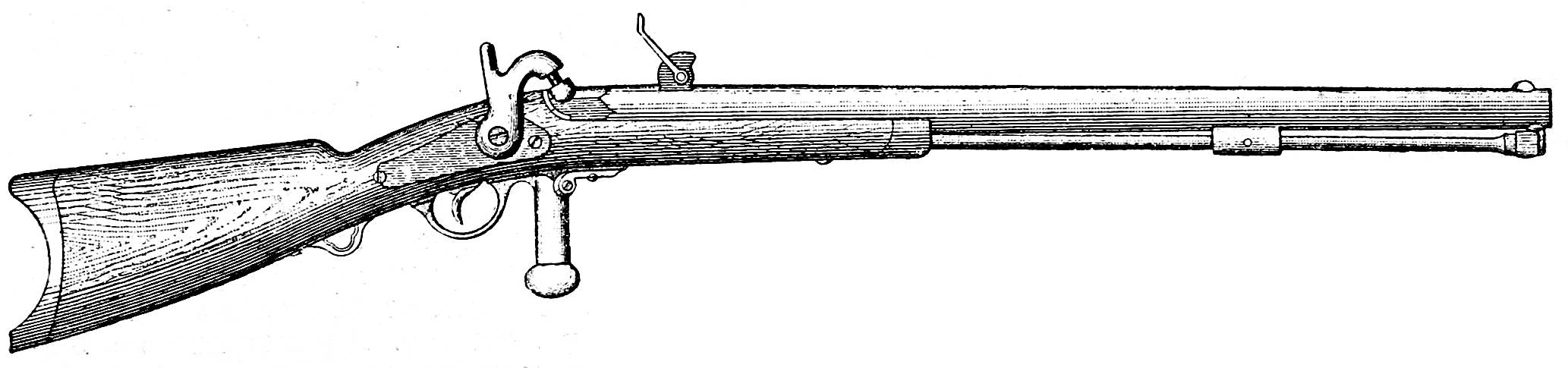
Kresba z Fjodorovovy knihy Výzbroj ruské armády v průběhu 19. století

Vladimir Fjodorov se publikační činnosti začal věnovat ihned po ukončení studia. Pro odborné práce projevoval schopnosti analytického uvažování i potřebné trpělivosti a pečlivosti. Jeho práce se staly záchytnými body pro slavná konstruktérská esa své doby (Děgťarjov, Tokarev, Špagin …). Když byl na začátku třicátých let nucen opustit prostředí zbrojařských dílen, využil svého zájmu o historii naplno. V knize K otázce data prvního výskytu dělostřelectva v Rusku z roku 1949, datuje první použití této zbraně k roku 1382. Vědom si těsného sepětí zbraní s dějinami, využil analýzy popisu zbraní i k potvrzení pravosti textů eposu Slovo o pluku Igorově.  
| „                               | Máme jen málo uměleckých děl, v nichž by byly zbraně tak pestře oslavovány, jako je Slovo o pluku Igorově | “ |
| — Vladimir Grigorjevič Fjodorov | |   |

### Chronologický přehled nejvýznamnějších prací
- Výzbroj ruské armády v průběhu 19. století (ve Zbrojařském sborníku 1901, samostatně 1911 s atlasem výkresů)
- Vliv palby pěchoty na činnost artilerie (1902)
- Výzbroj ruské armády v krymském tažení (1904)
- Chladné zbraně (1905)
- Automatické zbraně (1906)
- Současné zbrojařské problémy kulometné činnosti (1925)
- Klasifikace automatických zbraní (1931)
- Vypracování pracovních výkresů a technických specifikací pro modely ručních palných zbraní (1934)
- Evoluce ručních palných zbraní, 2 díly (1938-1939)
- Výroba zbraní na pomezí dvou epoch, 3 díly (1938-1939)
- Historie pušky (1940)
- K otázce data prvního výskytu dělostřelectva v Rusku (1949)
- Vojenské otázky Igorova tažení (1951)
- Kdo byl autorem „Slova o pluku Igorově“ a kde se nachází řeka Kayala (1956)
- Hledání zbraní (1964)